# M04 (Oekraïne)
De M04 is een autoweg in Oekraïne. De weg loopt over grofweg dezelfde route als de M03, maar dan ten zuiden van de Oekraïense stuwmeren langs. De weg begint aan de ring van Kiev, en loopt via Dnipro, Donetsk en Loehansk naar de Russische grens bij Izvarine. Met 961 kilometer lengte is het een van de langste autowegen in Oekraïne. De weg verbindt het hart van Oekraïne met de regio Donetsbekken, een van de grootste industriegebieden van Europa.

## Verloop
De weg begint in Kiev, waar de weg eerst naar het zuiden loopt als vierstrooks hoofdweg, met hier en daar een ongelijkvloerse kruising. 50 kilometer ten zuiden van Kiev versmalt de weg naar één rijstrook per richting, bij het stadje Oboechiv. Bij het stadje Smila volgt de afslag naar Tsjerkasy, een grote stad, en een van de weinige plekken waar men de Dnjepr over kan steken.
Bij Znamjanka volgt de afslag met de M12 naar Kropyvnytsky en Moldavië. Vanaf Znamjanka volgt de weg een oostelijker koers. 50 kilometer ten westen van Dnipro volgt de ongelijkvloerse afslag met de P6, een belangrijke weg naar Kryvy Rih en Mykolajiv aan de Zwarte Zee. Na deze aansluiting wordt de weg weer vierstrooks, en leidt naar de grote stad Dnipro. De weg komt vanuit het zuidwesten de stad binnen, en men moet een tijdrovende rit dwars door de stad nemen, om over een van de weinige bruggen op de noordoever van de Dnjepr te komen. Alternatieven zijn er niet, de brug bij Zaporizja ligt 90 kilometer zuidelijker, en de brug bij Dniprodzerzjynsk ligt 50 kilometer naar het westen.
Door de noordelijke buitenwijken van Dnipro leidt de weg als een hoofdweg met 2x2 rijstroken en met de belangrijkste kruisingen een ongelijkvloerse afrit. Bij Novomoskovsk gaat de M04 de delta van de rivier de Samara over. Dit gedeelte is een autosnelweg. Direct hierna kruist de weg de M26 naar Charkov en Zaporizja. Tot aan Pavlohrad kent de weg 2x2 rijstroken. Men passeert de steden Krasnoarmisk, Dymytrov en Selydove, voordat men de grote stad Donetsk bereikt. De M04 gaat hier ten noorden van langs.
Bij Donetsk is de kruising met de P19, de hoofdweg naar Slovjansk en Marioepol. Na Donetsk draait de weg naar het noordoosten, en loopt de weg door een redelijk dichtbevolkt gebied, met steden zoals Avdijivka, Jasynoevata, Horlivka en Debaltseve, waar de M03 wordt gekruist. De M03 leidt naar Charkov en Rostov aan de Don in Rusland.
Via Loehansk leidt de weg dan naar Krasnodon, de laatste grote stad voor de Russische grens, waar de M03 overgaat in de Russische A-260 naar Wolgograd.
De M04 draagt een aantal E-nummers, de E50 tussen Znamjanka en Debaltseve, en de E40 tussen Debaltseve en de Russische grens.
M01 ·
M02 ·
M03 ·
M04 ·
M05 ·
M06 ·
M07 ·
M08 ·
M09 ·
M10 ·
M11 ·
M12 ·
M13 ·
M14 ·
M15 ·
M16 ·
M17 ·
M18 ·
M19 ·
M20 ·
M21 ·
M22 ·
M23 ·
M24 ·
M25 ·
M26 ·
M27 ·
M28 ·
M29 ·
M30
N01 ·
N02 ·
N03 ·
N04 ·
N05 ·
N06 ·
N07 ·
N08 ·
N09 ·
N10 ·
N11 ·
N12 ·
N13 ·
N14 ·
N15 ·
N16 ·
N17 ·
N18 ·
N19 ·
N20 ·
N21 ·
N22 ·
N23 ·
N24 ·
N25 ·
N26 ·
N27 ·
N28 ·
N30 ·
N31 ·
N32 ·
N33